# Kleinwasserkraft

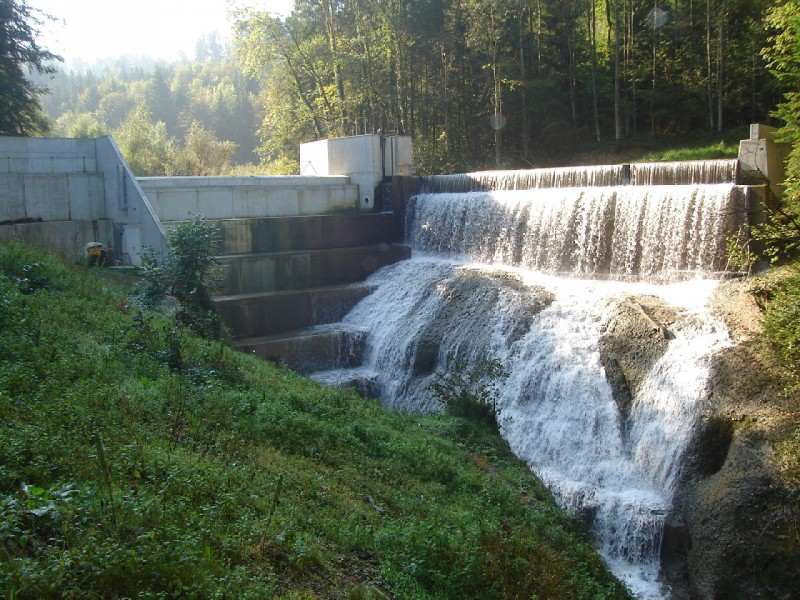
Kleinwasserkraftwerk Buchholz (SG, CH)

Kleinwasserkraft bezeichnet die Nutzung der hydraulischen Energie durch dezentrale, kleine Wasserkraftwerke. In Deutschland wird die obere Grenze bei ca. 1 MW angegeben, in Europa werden Anlagen bis 10 MW Leistung als Kleinwasserkraftwerke bezeichnet. Diese Grenze ist willkürlich und in einigen Ländern liegt sie höher, z. B. in der Volksrepublik China 30 MW. Kleinwasserkraftwerke funktionieren nach demselben Prinzip wie große Wasserkraftwerke, sie unterscheiden sich vor allem durch die geringere Leistung. Es gibt aber auch technische und geschichtliche Unterscheidungsmerkmale.

## Umfang

### Österreich
Der Verein Kleinwasserkraft Österreich informiert im Jahr 2022, dass in Österreich 4000 Kleinwasserkraftwerke arbeiten, die in Summe 6 Terawattstunden Strom im Jahr erzeugen.

## Anwendungen
Kleinwasserkraftwerke gibt es in sehr unterschiedlichen Varianten. Die meisten Anlagen stehen an kleinen Flüssen und verfügen über keinen Speichersee, sondern über Wasserbecken unterschiedlicher Größe und Bauart.
- Anlagen mit Speicherkapazitäten können zu dezentraler Energiespeicherung beitragen
- Dotierkraftwerke speisen unterhalb großer Stauanlagen das Gewässer mit Restwasser
- Ausleitungskraftwerk z. B. für den Grazer Mühlgang am Kraftwerk Graz-Weinzöttl
- Inselanlagen speisen nicht ins Netz ein, sondern versorgen Verbraucher in entlegenen Gebieten. Solche Anlagen sind in vielen Entwicklungsländern weit verbreitet
- Klassische Kleinwasserkraftwerke nutzen die Energie von Fließgewässern sehr kontinuierlich und sind daher Laufwasserkraftwerke
- Trinkwasserkraftwerke nutzen den überschüssigen Druck in Wasserversorgungen, die aus Quellen in erhöhten Lagen gespeist werden

Zahlenmäßig gehört der überwiegende Anteil der Wasserkraftwerke in die Kategorie der Kleinwasserkraft; leistungsmäßig schwankt der Anteil je nach Region.

### Andere Medien
- Pipeline-Kraftwerke nutzen die Fallhöhe von flüssigem Transportmedium nach vergleichsweise steilen Bergab-Passagen, rezyklieren jedoch nur einen Teil des Pumpaufwands am Bergauf-Abschnitt davor.[2]
- Förderbänder von abgebauten Mineralien, die deutlich bergab laufen, können zweckmäßig mittels Motorgeneratoren elektrische Energie erzeugen.[3]

## Geschichte

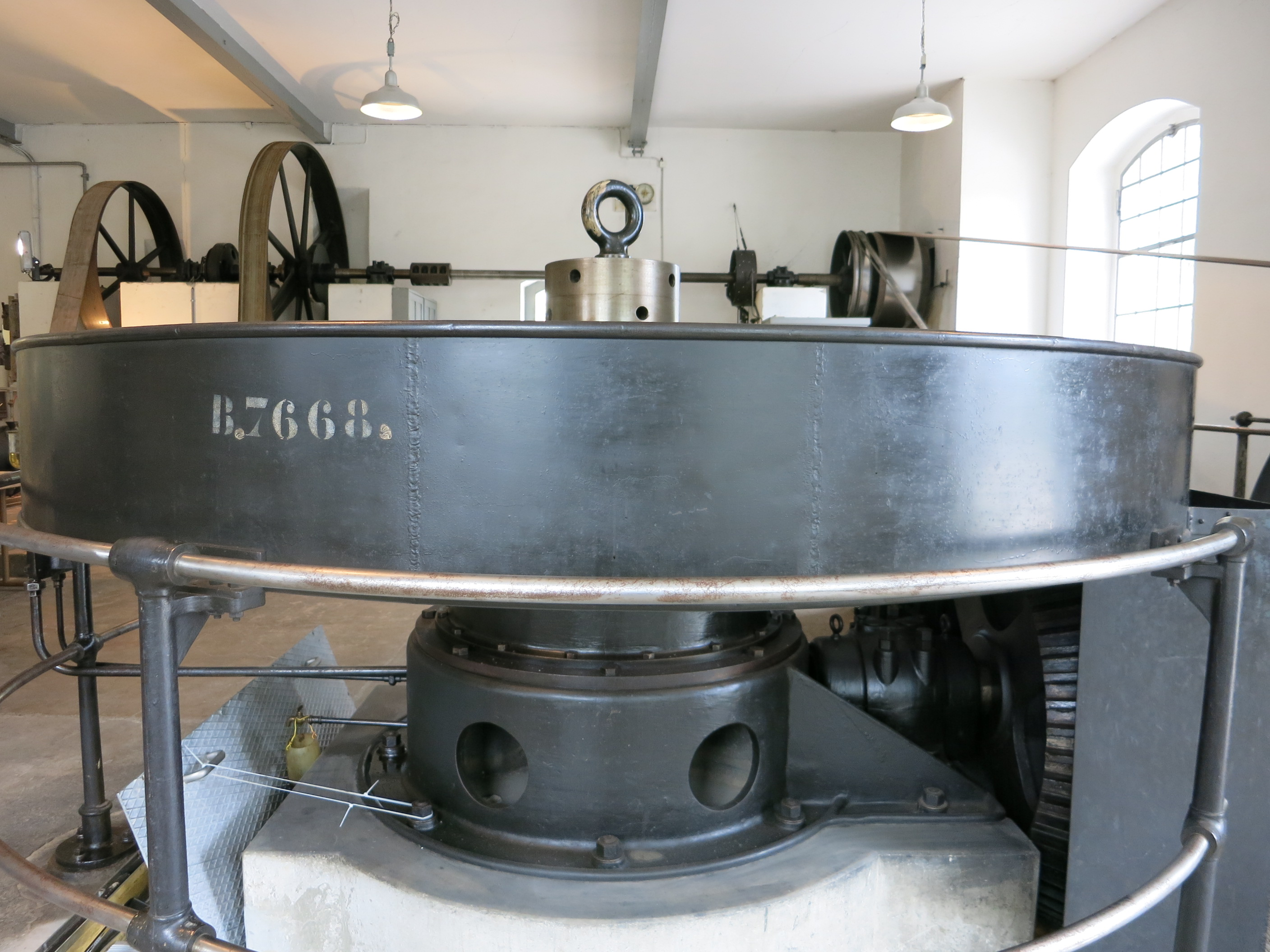
Kleinkraftwerk Ottenbach, Schweiz betriebsfähig im Originalzustand (1920)

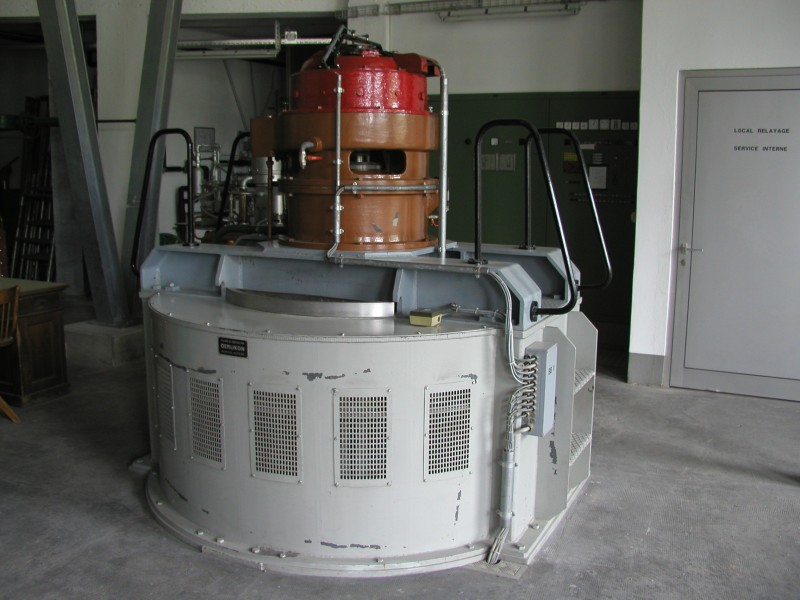
Historische Turbinen-Generatorgruppe, Maigrauge, Freiburg im Üechtland CH, heute als Dotierturbine benutzt

Die Geschichte der Kleinwasserkraft in Westeuropa ist eng verknüpft mit der Geschichte der Industrialisierung. Zum Antrieb von Mühlen und anderen Arbeitsmaschinen waren schon im Mittelalter Wasserräder an Zehntausenden von Standorten im Einsatz.
Allmählich wuchs im 19. Jahrhundert die Konkurrenz durch Dampfmaschinen und Lokomobile, die unabhängiger von örtlichen Gegebenheiten eingesetzt werden konnte, aber auch teuren Brennstoff verbrauchte. Gleichzeitig entwickelte sich daher die Technologie der Kleinwasserkraftwerke weiter: Viele Wasserräder wurden Anfang des 20. Jahrhunderts durch Francisturbinen ersetzt, und zunehmend dienten die Anlagen zur Stromerzeugung (in Anlehnung an Wassermühlen auch „Strommühlen“ genannt). Abhängig von lokalen wasserbaulichen Voraussetzungen und daraus resultierender Investitionsbereitschaft und Wirtschaftsausrichtung war die Entwicklung regional sehr unterschiedlich. Bergige Regionen mit auch im Sommer zuverlässig hohem Niederschlag bieten klassische Voraussetzungen für  eine hohe Dichte von traditioneller Kleinwasserkraftnutzung. In der Schweiz gilt dies beispielsweise für das östliche Mittelland oder der Kanton Glarus. In Deutschland war der Bergbau im Harz mit umfangreicher Nutzung von Kleinwasserkraft verbunden (Harzer Wasserregal).

## Kraftwerkstypen und ihre Technik
Die kleinste Form eines Kleinwasserkraftwerks ist zurzeit das Wasserwirbelkraftwerk. Bei diesem Typ wird einem fließenden Gewässer mit Hilfe einer kurzen Betonrampe Wasser abgezweigt und einem kreisrunden Betonbecken mit Abfluss zugeführt. Der dabei entstehende Wasserwirbel treibt einen speziell geformten Wirbelrotor an, der durch die entstehende Drehkraft Strom erzeugt.
Turbinen wandeln bereits ab 2 m Fallhöhe die Energie des Wassers um. Rohr- und Kaplanturbinen eignen sich hierfür. Francis- und insbesondere die aufwändigere Peltonturbine wird für größere Fallhöhen eingesetzt.
Als Generatortyp werden neben Synchrongeneratoren auch Asynchrongeneratoren eingesetzt. Letztere können allerdings keine Blindleistung im Netz zur Verfügung stellen, welche zur Regelung und Stabilisierung in Wechselstromnetzen benötigt wird. Aus diesem Grund werden Asynchrongeneratoren nur in kleineren Anlagen eingesetzt.

## Umwelteinflüsse
Wie jede Form der Energienutzung hat auch die Kleinwasserkraft Auswirkungen auf die Umwelt und wird aus Sicht des Gewässerschutzes kritisch gesehen. Befürworter der Kleinwasserkraft argumentieren, nach neuesten Standards und fachgerecht gebaute Kleinwasserkraftwerke belasteten die Gewässer nicht, oder jedenfalls weniger als große Kraftwerke. Fischaufstiege und ökologische Begleitmaßnahmen, wie sie z. B. im Rahmen von Ökostrom-Labelling finanziert werden, könnten Schäden vermeiden und oft sogar zu einer Verbesserung führen. Gegner der Kleinwasserkraft argumentieren, kleine Anlagen seien nicht besser als große. Verbauungen und zu geringe Restwassermengen schadeten den Ökosystemen. Im Tausch gegen eine sehr kleine Menge Strom werde ein großer Schaden in puncto Artenvielfalt in Kauf genommen. Auch der Sauerstoffgehalt des Wassers, seine Temperatur und bis zu einem gewissen Grad auch seine Selbstreinigungsfähigkeit können durch Wasserkraftwerke negativ beeinflusst werden. Schließlich kommt weniger frisches Wasser nach, mit dem sich ein naturbelassener Fluss selbst reinigen kann.
Wegen ehehafter Rechte sind in der Schweiz Hunderte kleine Wasserkraftwerke nicht dem Gewässerschutzgesetz unterstellt.